# Mali Lipovec (Žužemberk, Slovenija)
Mali Lipovec je naselje u slovenskoj Općini Žužemberku. Mali Lipovec se nalazi u pokrajini Dolenjskoj i statističkoj regiji Jugoistočnoj Sloveniji. 

## Stanovništvo
Prema popisu stanovništva iz 2002. godine naselje je imalo 53 stanovnika.